# Benešovská pahorkatina
Benešovská pahorkatina je geomorfologický celek v severní a severozápadní části Středočeské pahorkatiny. Rozkládá se na ploše 2410 km² ve středních Čechách po obou březích řeky Vltavy.
Oblast se nachází v povodí Otavy, Vltavy a Sázavy. Pahorkatinu rozděluje hluboké údolí řeky Vltavy, přičemž větší část se táhne po levém břehu jihovýchodně od Brd, kolem Příbrami až za Březnici. Převažujícími horninami jsou granity středočeského plutonu.
Nejvyšším bodem Benešovské pahorkatiny je Stráž u Leletic se 638 m n. m, nejvyšší prominenci má Pecný u Ondřejova (187 m). Další nejvyšší a nejprominentnější kopce obsahuje Seznam vrcholů v Benešovské pahorkatině.

## Členění na podcelky
Benešovská pahorkatina se dále dělí na dva podcelky:
- Dobříšská pahorkatina – nejvyšší vrchol Pecný 546 m
- Březnická pahorkatina – nejvyšší vrchol Stráž 638 m